# Красная Горка (музей)
Кра́сная Го́рка — музейный комплекс в Рудничном районе Кемерова. Располагается на возвышенном правом берегу Томи, в месте, где в 1721 году был открыт кузнецкий уголь. Основан в 1991 году, официальный статус историко-архитектурного музея-заповедника получил 28 мая 1997 года. Общая площадь комплекса составляет 56 га.
На территории музея находится несколько объектов культурного наследия России регионального значения, в том числе скульптурная икона святой великомученицы Варвары, обелиск в честь открытия Mихайлой Волковым месторождений кузнецкого угля в 1721 году, монумент «Память шахтёрам Кузбасса», сохранившиеся постройки общества Копикуз и автономной индустриальной колонии «Кузбасс», включая центральный дом управляющего Кемеровским рудником (дом Рутгерса).

## История
В 1985 году группой архитекторов Кузбасского политехнического института под руководством Ю. С. Зюзькова была выполнена работа по выявлению представляющих архитектурную и историческую ценность объектов гражданской и промышленной застройки 1910—1920-х годов на правом берегу Томи. В этой работе впервые получила отражение идея создания на территории Красной Горки историко-архитектурного музея-заповедника.

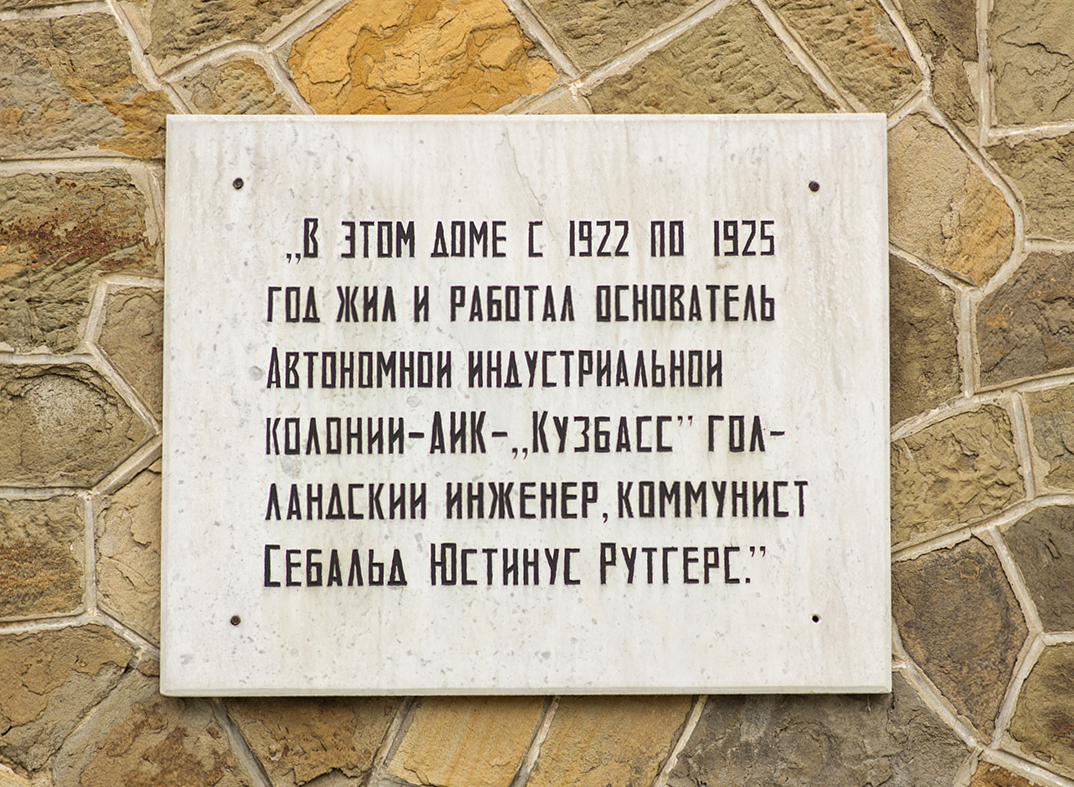
Памятная табличка на Доме Рутгерса

Музейный комплекс «Красная Горка» был основан 18 октября 1991 года на месте открытия Кузнецкого угольного бассейна. Дата была приурочена к 75-летию со дня образования автономной индустриальной колонии «Кузбасс». 28 мая 1997 года распоряжением кемеровской городской администрации музей получил статус историко-архитектурного музея-заповедника.
25 августа 2001 года в реконструированном здании дома управляющего Кемеровским рудником, также известном как дом Рутгерса, была открыта экспозиция, посвящённая истории Кемерова и угольной промышленности Кузбасса. В октябре 2001 года с участием посла Нидерландов в России Тиддо Хофстее перед домом Рутгерса состоялось торжественное открытие памятной таблички, посвящённой основателям АИК «Кузбасс».
28 августа 2003 года на территории музея был открыт монумент «Память шахтёрам Кузбасса» работы скульптора Эрнста Неизвестного и архитекторов Олега Ражева и Тахира Кулиева.
26 ноября 2010 года музейный комплекс и прилегающая к нему территория общей площадью 56 га был включён в перечень объектов культурного наследия Кемеровской области.

## Описание
В состав музея-заповедника входят следующие объекты природного и историко-культурного наследия.
- Горелая гора — природно-геологический памятник, где в 1720—1721 годах Mихайлой Волковым было открыто месторождение кузнецкого каменного угля;
- Природный ландшафт возвышенного правого берега Томи, включая каменную пристань 1916 года, следы штолен, фундаменты опор канатной дороги и насосной станции;
- Участок соснового бора на правом берегу Томи;
- Городской ландшафт, сформировавшийся вдоль правого берега Томи;
- Территория Кемеровского рудника с расположенными на ней памятниками архитектуры 1910—1920-х годов.

В бывшем здании дома управляющего Кемеровским рудником располагается экспозиция, посвящённая истории Кемерова и угольной промышленности Кузбасса. Отдельные стенды посвящены истории организаций, работавших на этой территории, — Копикуз, АИК Кузбасс. В экспозиции используются интерактивные и виртуальные технологии. В экспозиции «Шахта» представлена реконструкция угольных забоев и описание исчезнувших профессий угольной промышленности.

## Галерея

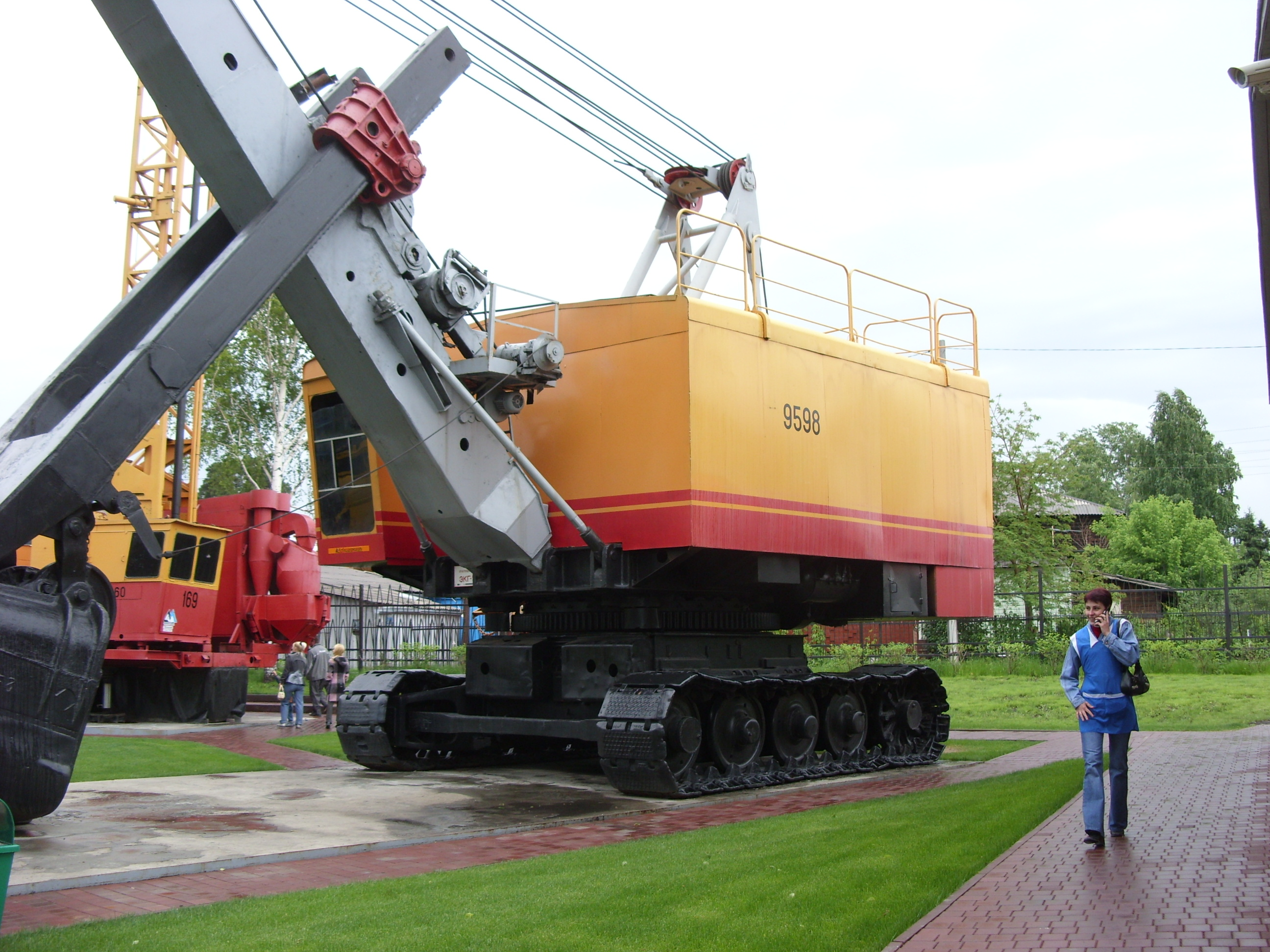
Экспозиция горной техники
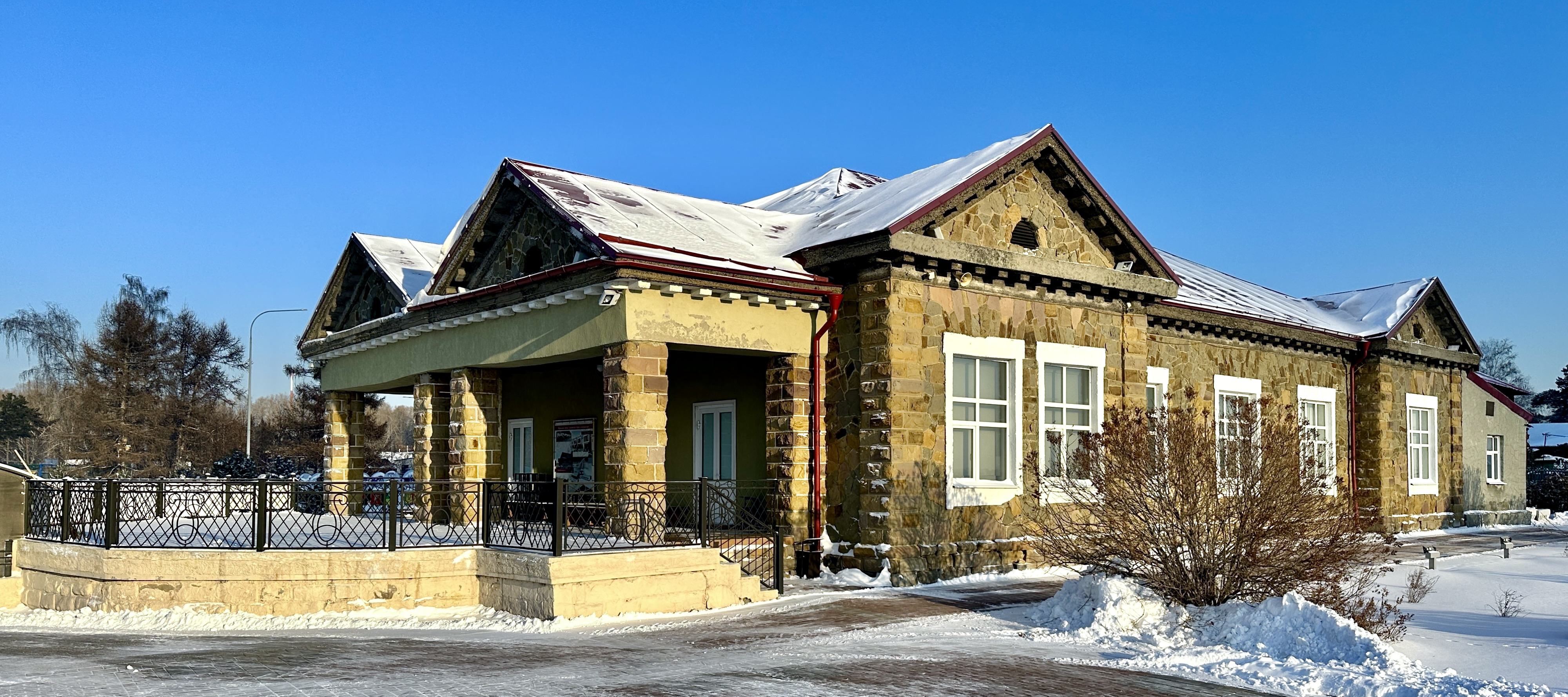
Дом Рутгерса
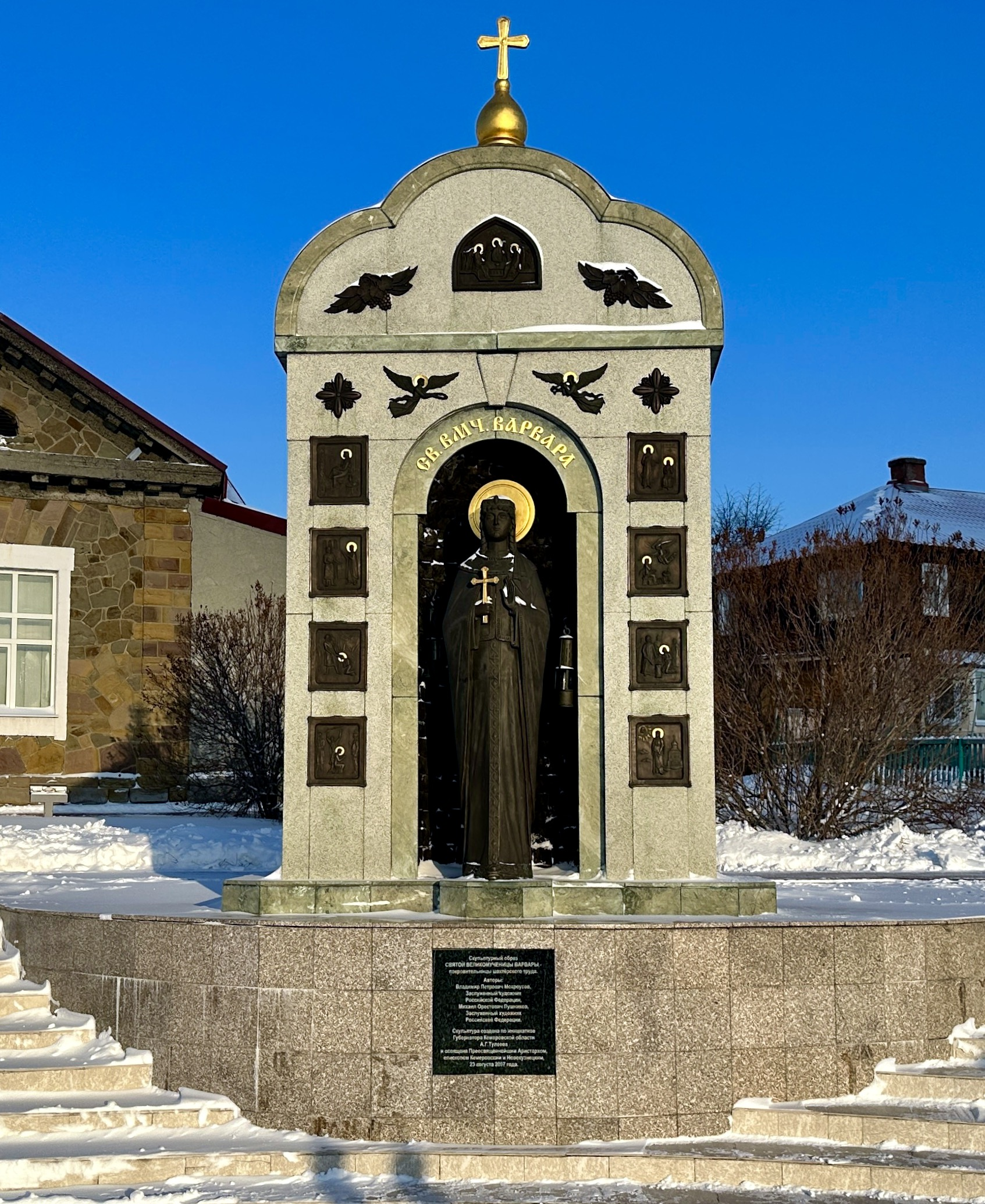
Скульптурная икона святой Варвары
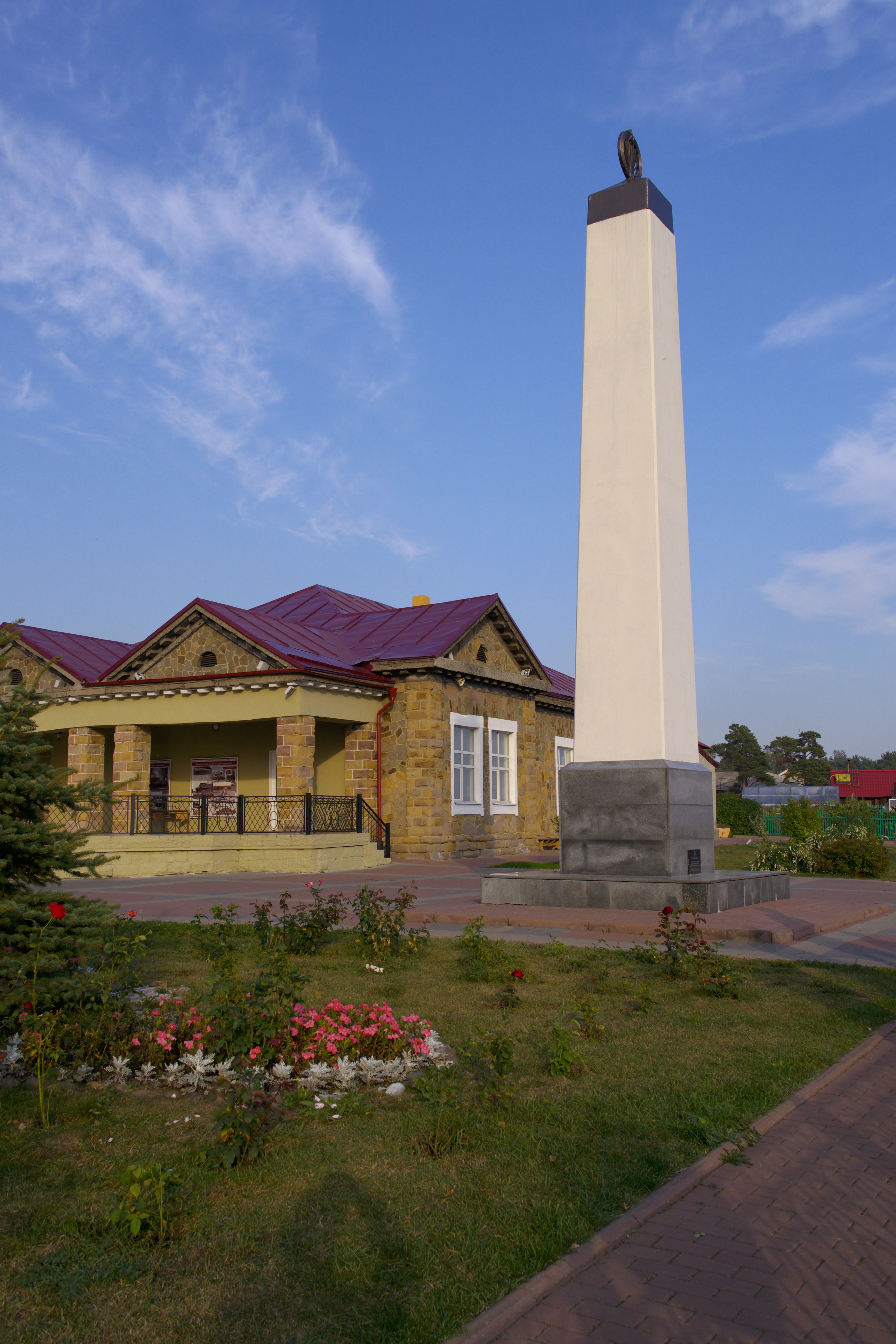
Обелиск в честь открытия кузнецкого угля
Монумент «Память шахтёрам Кузбасса»

Музей истории Кемерова и угольной промышленности Кузбасса
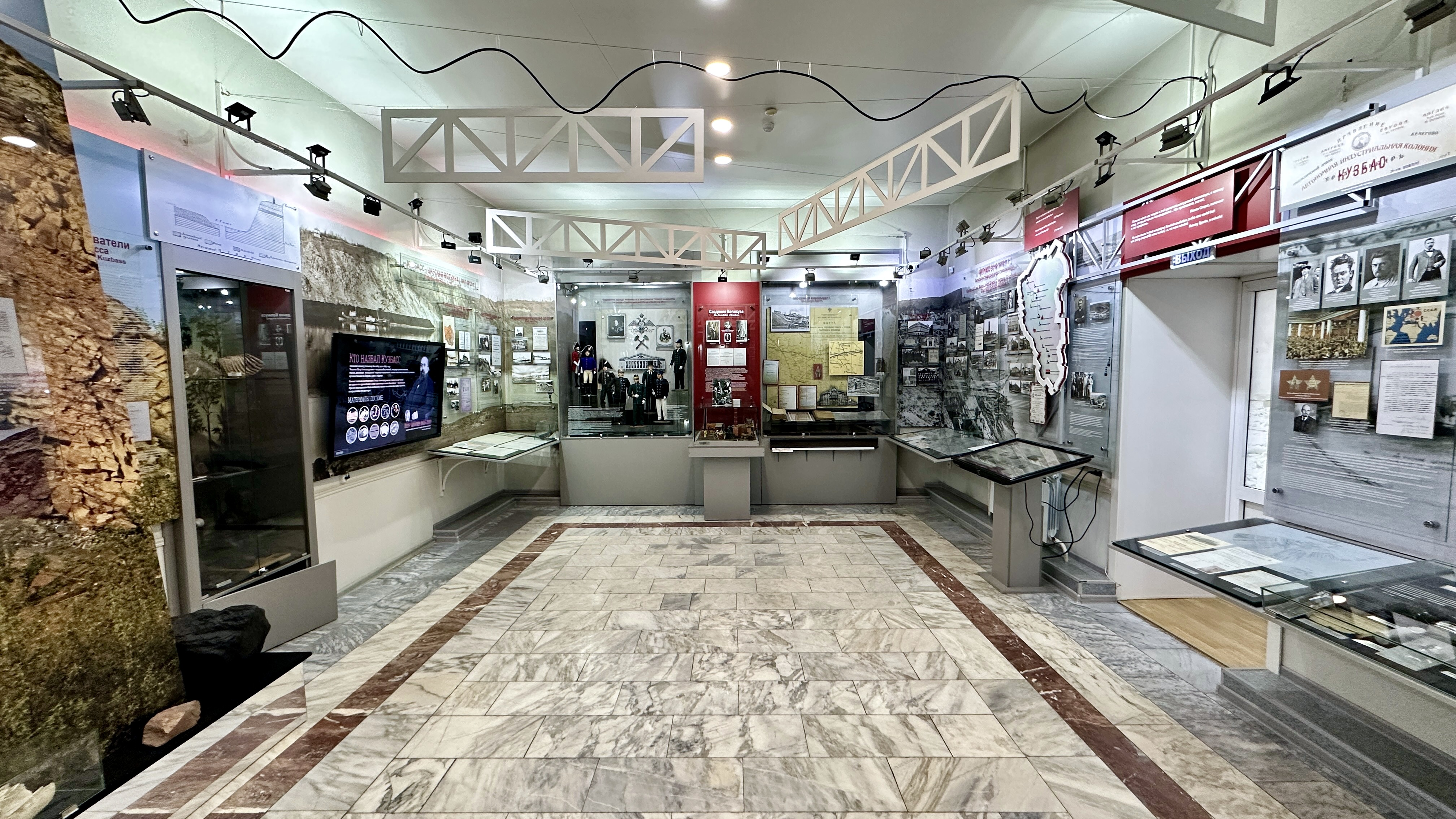
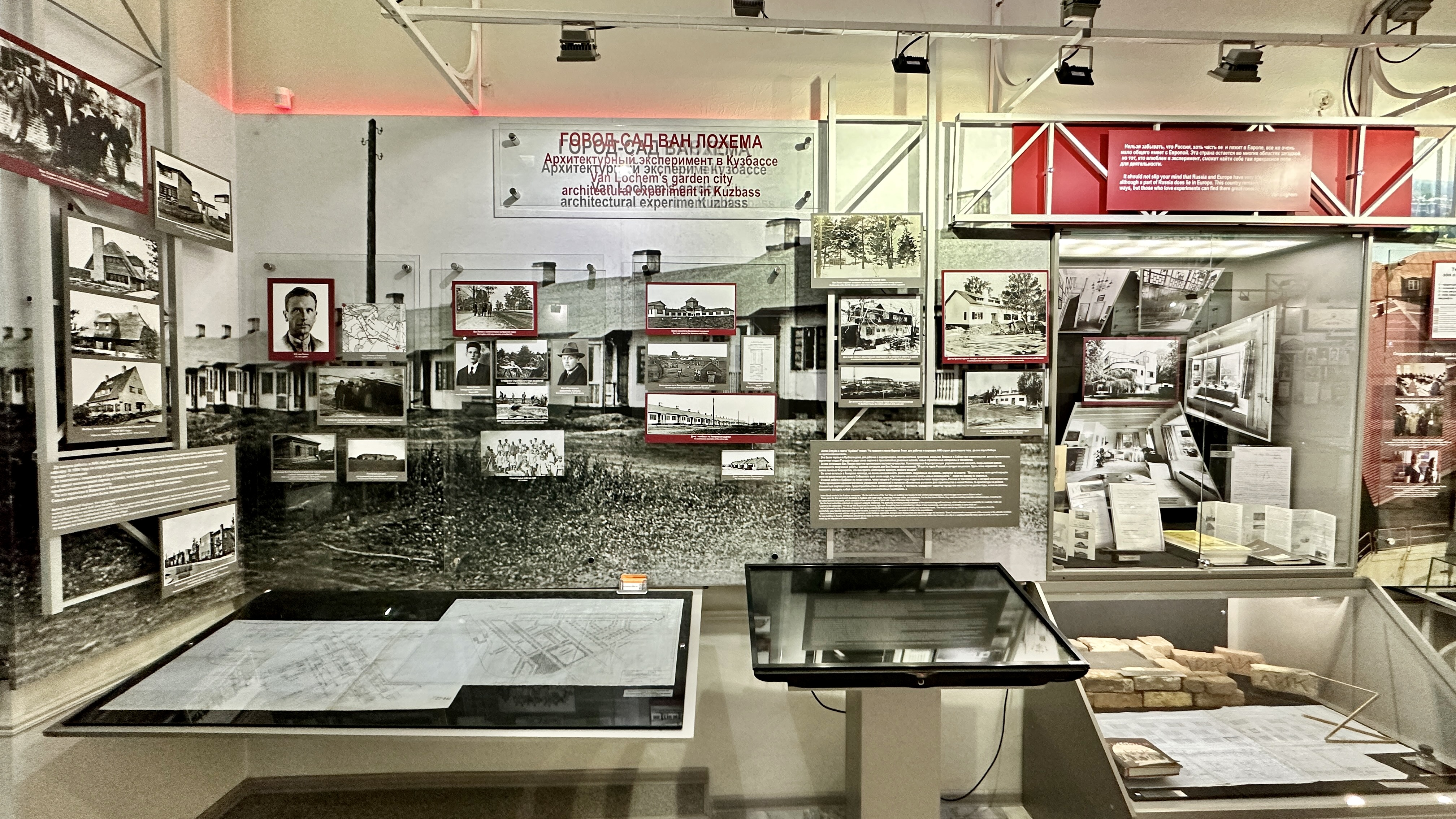
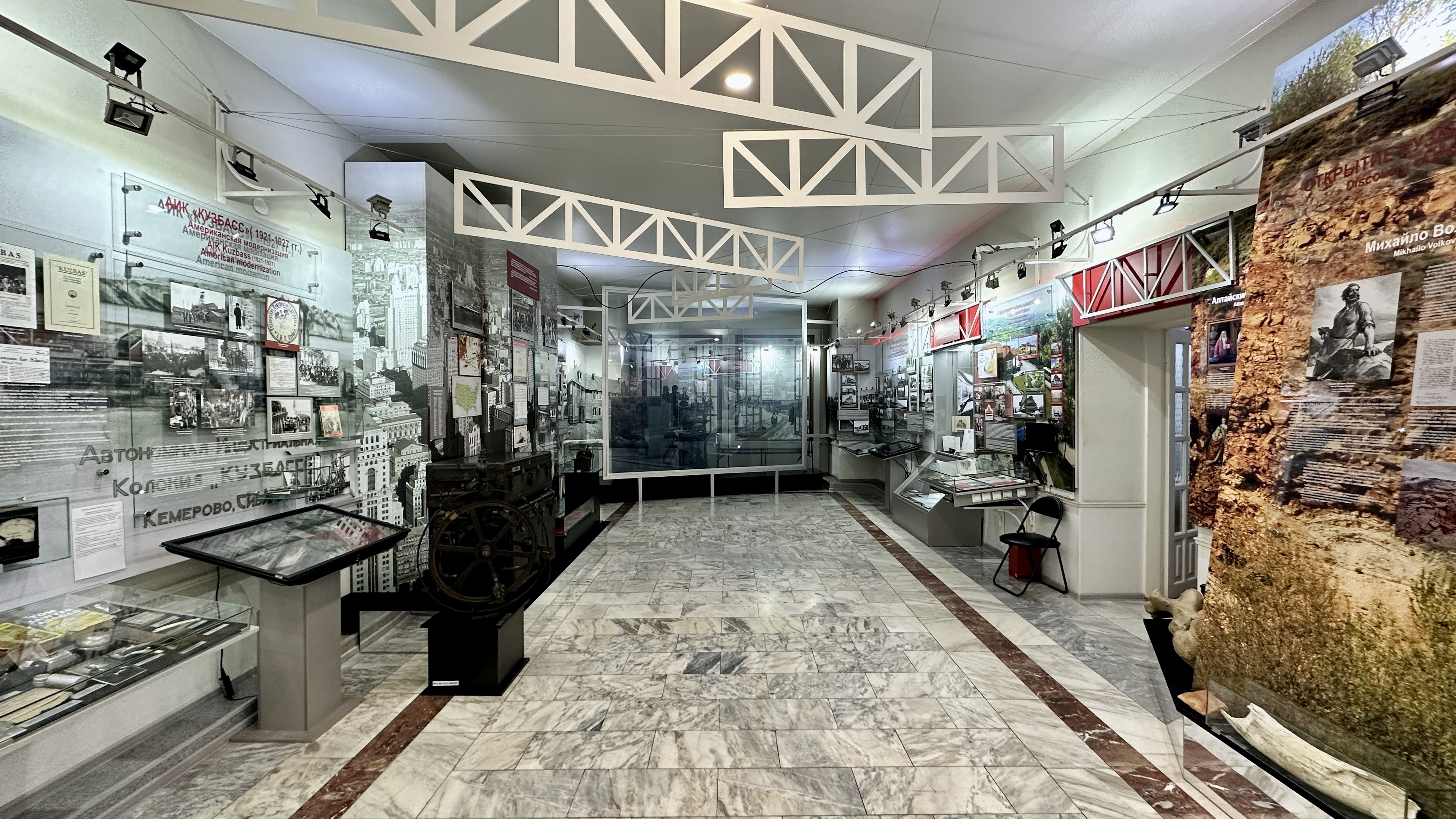
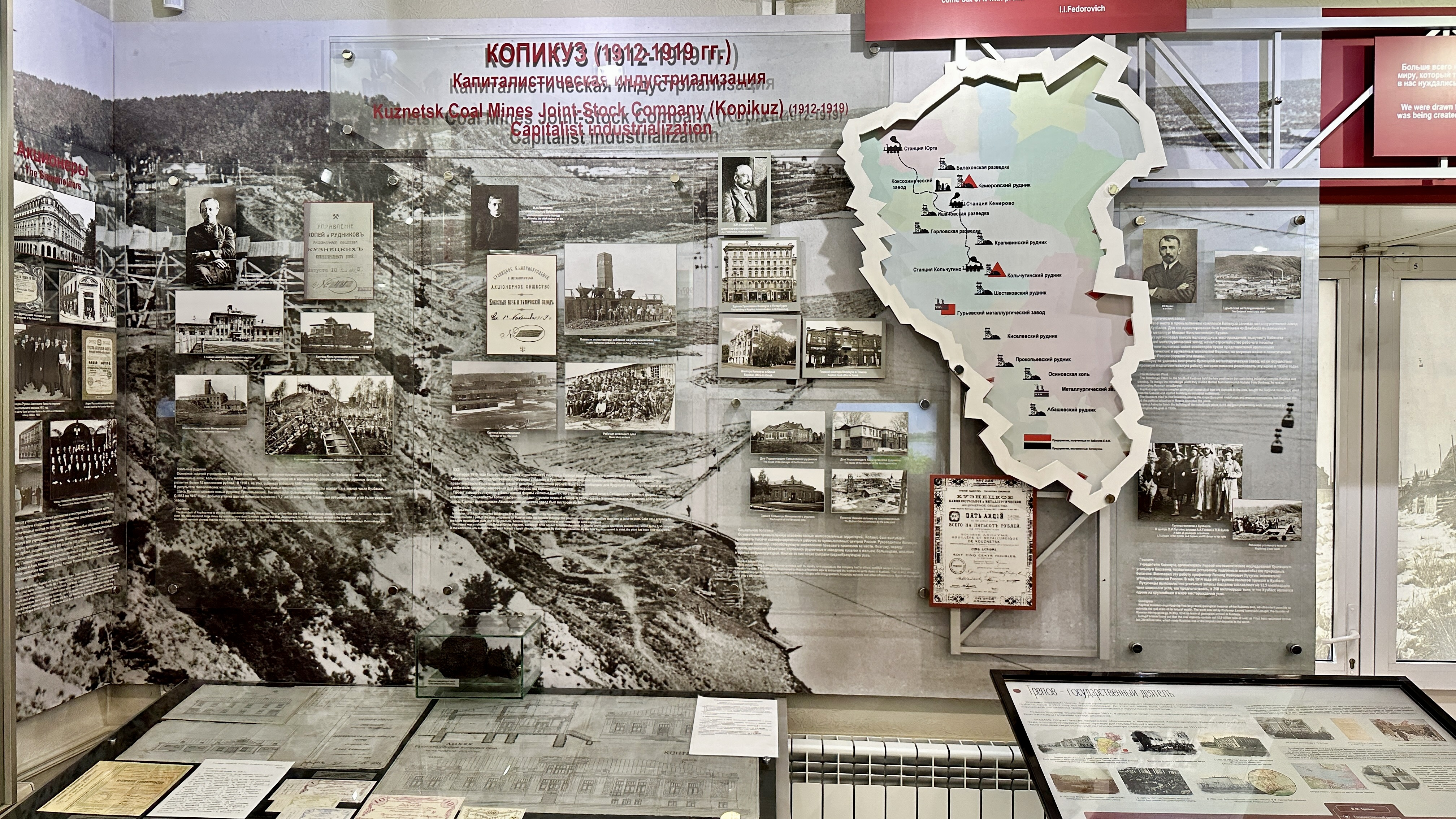
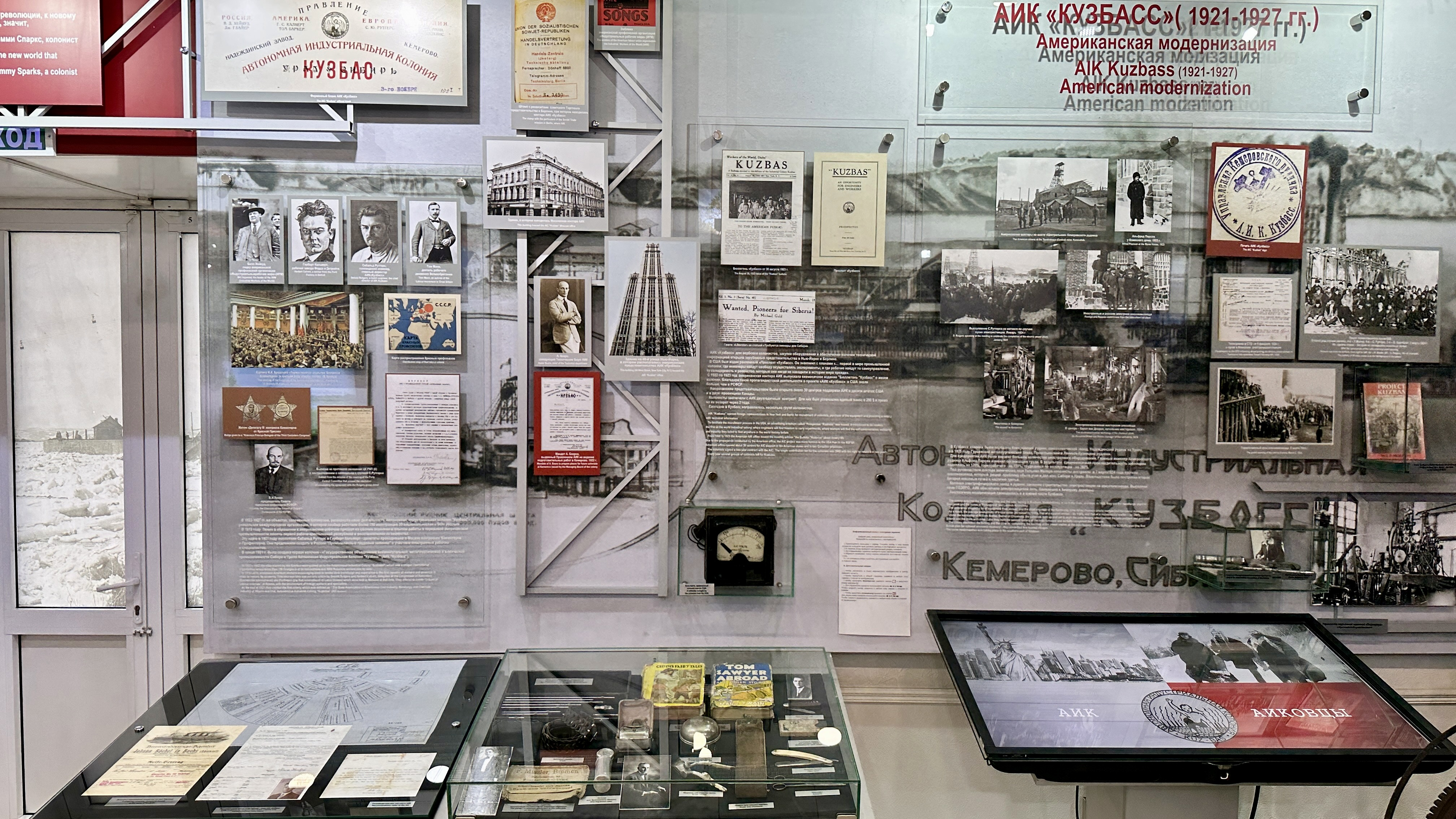